# Stone Cold Steve Austin

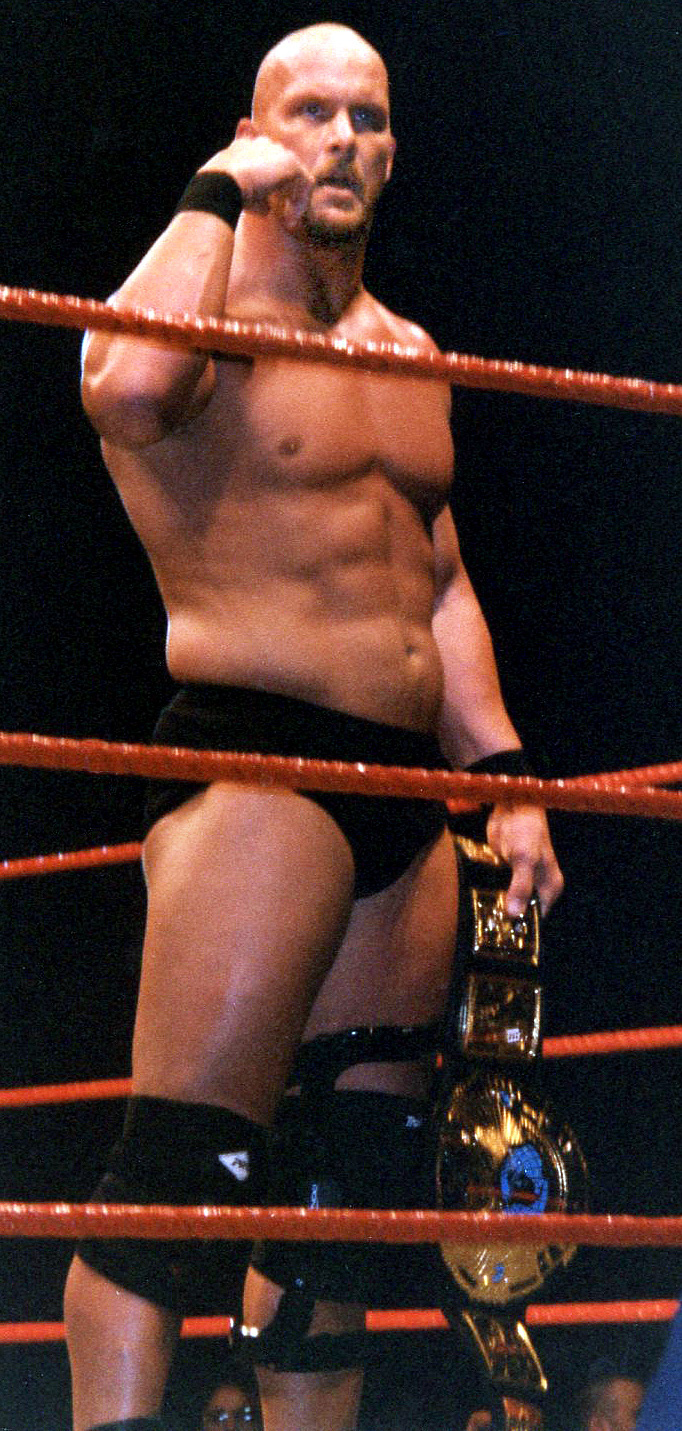
WWF bajnok, 1999

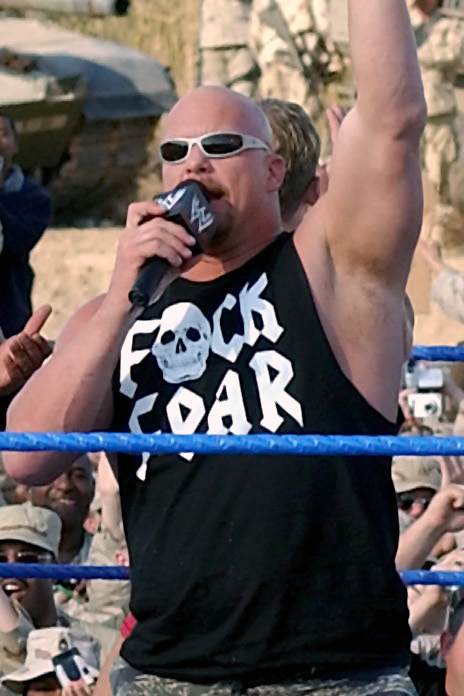
Austin Irakban, 2003

Steven James Anderson (Austin, Texas, 1964. december 18. –) ismertebb nevén Stone Cold Steve Austin, amerikai pankrátor és színész. Karrierje 1989-ben kezdődött el a World Class Championship Wrestlingnél, eredeti nevét használva. Később átváltott Steve Austinra (Austin a származási helyére utal). 6x-os WWF bajnok, 2x-es WWF interkontinentális bajnok, 4x-es WWF Tag Team bajnok, 1x-es Million Dollar bajnok, 2x-es WCW országos nehézsúlyú bajnok, valamint 1x-es WCW World Tag Team bajnok volt. A Royal Rumble rendezvényt háromszor is megnyerte: 1997, 1998, és 2001-ben.

## Profi pankrátor karrier
Az USWA szervezetnél „Stunning” Steve Austin néven korábbi tanárával, Adams-szel csatározott. 1991-ben kerül bele a WCW körforgásába. Kezdetnek legyőzi Bobby Eaton-t, így World Television Bajnok lesz. Majdnem egy évig volt bajnok, ám 1992 júniusában veszít Barry Windham ellen. Később visszaszerezte a bajnoki címet, amit aztán Ricky Steamboat kaparint meg tőle. 1993-ban Brian Pillman-nal megalkotják a „Hollywood Blonds”-ot, és a Ricky Steamboat – Shane Douglas párost legyőzve csapat bajnokok lesznek. Öt hónappal később Arn Anderson és Paul Roma derekára kerülnek az övek. A ’93-as Starrcade-on legyőzi Dustin Rhodes-ot, és United States Heavyweight Champion lesz. Az övet végül Jim Duggan szerzi meg tőle. Eric Bischoff (a WCW tulajdonosa) nem látott reklámértéket Austin-ban, ezért kirakta a WCW-ből. Steve a ’95-ös év nagy részét az ECW-nál töltötte.
1995 vége felé debütál a WWF-ben. Ted DiBiase szárnyai alá kerül, és megkapja a Million Dollar Championship övet. Ekkoriban borotválja kopaszra a fejét, ami azóta egyik védjegyévé is vált. Miután DiBiase kikerül a WWF-ből, Steve szupersztárrá fejlődik. Ennek első lépcsőfoka a ’96-os King of the Ring, amit Jack „The Snake” Roberts legyőzésével megnyer. Itt kezdi el használni a „Stone Cold Stunner” nevű mozdulatát is. Nyertesként egy koronázási ceremónián vesz részt, ahol a következőket mondja Roberts-nek: „Ott ülsz és bújod a Bibliát, és imádkozol, de semmi nem segített rajtad! Beszélhetsz a zsoltárokról, dumálhatsz János 3:16-ról… Austin 3:16 azt üzeni, hogy szét[...] a segged!” Megszületett az „Austin 3:16”, ami a pankráció történetének egyik leghíresebb szimbólumává vált! Hosszas viaskodásba kerül Bret Hart-tal. Kettejük csatározásának tetőpontja WrestleMania 13, ahol „Hitman” legyőzi Austin-t a világbajnoki címért.
1997-ben csapatot alkot Shawn Michaels-el, majd Mick Foley-val, és WWF Tag Team Bajnok lesz. SummerSlam-en megküzd az interkontinentális címért Owen Hart-tal. A meccs vége fele Owen rosszul hajt végre egy mozdulatot, Austin pedig súlyos nyaksérülést szenved. A mérkőzést neki kéne megnyernie, de alig tud megmozdulni. Owen zavartan mászkál a ringben, majd egy ügyetlen mozdulattal mégis sikerül Steve-nek a győzelem. A sikert nem tudja kiélvezni, hónapokra kimarad a sérülés miatt. A Survivor Series visszavágóján most már tisztán nyer, és Interkontinentális Bajnok lesz. Az övet később The Rock szerzi meg. Ez az első állomása kettejük hosszas csatározásának.
1998-ban megnyeri a Royal Rumble-t. WrestleMania XIV-en legyőzi Shawn Michaels-t Mike Tyson segítségével, és WWF Bajnok lesz. Vince McMahon figyelmezteti, hogy úgy kell viselkednie, ahogy azt a főnöke akarja. Erre Stone Cold leveri Vince-t, és megkezdődik kettejük nagy viszálya. A nagyfőnök ott tesz keresztbe, ahol csak tud. Természetesen Stone Cold elveszti az övet.
1999-ben sikertelenül zárul számára a Royal Rumble, hála McMahon-nak és embereinek. Ennek ellenére WrestleMania XV-ön megküzd The Rock-kal, és legyőzésével újra világbajnok lesz. Over The Edge alkalmával Undertaker veszi el az övet, amit később visszaszerez. SummerSlam-en Mankind kaparintja meg a címet, Austin pedig kilenc hónapra pihenőre kényszerül a kiújult nyaksérülése miatt.
2001-ben harmadszorra is megnyeri a Royal Rumble-t. WrestleMania X7-en legyőzi Rock-ot és ötödszörre is világbajnok lesz. Rátámad Rock-ra egy székkel, és kezet fog McMahon-nal, és ezzel gonosszá válik. A következő Raw műsorában Rock visszavágón küzd a címért, de jön Triple H, és leveri. Austin-nal megalkotják a „Two-Man Power Trip” csapatot. Legyőzik a Brothers of Destruction-t, és Tag Team Bajnokok lesznek. Triple H begyűjti az interkontinentális címet, Austin pedig továbbra is világbajnok tud maradni. Később bukják a Tag Team öveket, Triple H pedig az interkonti övet, ráadásul lesérül.
Austin új partnere Kurt Angle lesz, akivel később rivalizálásba keveredik, és felváltva birtokolják a VB övet. Angle után Chris Jericho-val hadakozik a címért, amit végül elbukik. A WrestleMania X8 után újabb pihenő következik.
2002. április 1-jén tér vissza a RAW műsorába. A sztori írók az újonc Brock Lesnar-t akarják felfuttatni Austin segítségével, akinek nem tetszik, hogy egy zöldfülűvel rivalizáljon ő, a top szupersztár. A közönség hasonlóképpen látja a dolgot, és Stone Cold oldalára állnak. A WrestleMania XIX-en összecsap Rock-kal, ahol veszít. Mivel folyamatosan fáj a térde és a nyaka, ez az utolsó hivatalos WWE meccse. Bár nem bunyózik, azért bíróként fel-fel tűnik különféle mérkőzéseken.
2009. január 12-én jelentették be, hogy most már ő is a Hírességek Csarnokának tagja. Maga Vince McMahon iktatta be, és elmondta, hogy Austin a világon valaha volt legjobb pankrátor!

## Magánélete
Három fivére és egy húga van. A középiskolában football-ozott, baseball-ozott és futott. A Schaumburg Főiskolán folytatta a football-t, de a sulit nem sikerült elvégeznie. Beiratkozott „Gentleman” Chris Adams wrestling iskolájába. Austin négyszer volt nős. Mivel szüleit soha nem ismerte, Steve sokat tesz gyerekekért, akik árvák, vagy betegek. 2007-ben hivatalosan is felveszi az Austin nevet. Szabadidejében imád vadászni. A filmvásznon már többször is feltűnt, 2003-ban pedig életrajzi könyvet írt róla Jim Ross.

## Filmográfia

### Film
| Év   | Magyar cím                        | Eredeti cím           | Szerep          | Magyar hang     | Rendező            |
| ---- | --------------------------------- | --------------------- | --------------- | --------------- | ------------------ |
| 2005 | Csontdaráló                       | The Longest Yard      | Guard Dunham    | Balázsi Gyula   | Peter Segal        |
| 2007 | A halálraítélt                    | The Condemned         | Jack Conrad     | Király Attila   | Scott Wiper        |
| 2009 | Lezúzva (videófilm)               | Damage                | John Brickner   | Törköly Levente | Jeff King          |
| 2010 | The Expendables – A feláldozhatók | The Expendables       | Dan Paine       | Király Attila   | Sylvester Stallone |
| 2010 | Beépített múlt (videófilm)        | The Stranger          | idegen          | Dózsa Zoltán    | Robert Lieberman   |
| 2010 | Nyomodban a halál (videófilm)     | Hunt to Kill          | Jim Rhodes      | Törköly Levente | Keoni Waxman       |
| 2010 |                                   | Whoop Ass (rövidfilm) | önmaga          |                 |                    |
| 2011 | Kíméletlen bosszú (videófilm)     | Recoil                | Ryan Varrett    | Törköly Levente | Terry Miles        |
| 2011 | Bokszból jeles (videófilm)        | Knockout              | Dan Barnes      | Dózsa Zoltán    | Anne Wheeler       |
| 2011 | Speciális alakulat (videófilm)    | Tactical Force        | Tate            | Dózsa Zoltán    | Adamo P. Cultraro  |
| 2012 | Szigorított őrizet (videófilm)    | Maximum Conviction    | Manning         | Törköly Levente | Keoni Waxman       |
| 2013 | Halálos célpont (videófilm)       | The Package           | Tommy Wick      | Törköly Levente | Jesse V. Johnson   |
| 2013 | Nagyfiúk 2.                       | Grown Ups 2           | Tommy Cavanaugh | Király Attila   | Dennis Dugan       |
| 2014 | Droghadsereg (videófilm)          | Chain of Command      | Ray Peters      | Sótonyi Gábor   | Kevin Carraway     |
| 2015 |                                   | Smosh: The Movie      | önmaga          |                 |                    |

#### Televízió
| Év        | Magyar cím                 | Eredeti cím                           | Szerep              | Megjegyzések                     |
| --------- | -------------------------- | ------------------------------------- | ------------------- | -------------------------------- |
| 1998      | V.I.P. – Több, mint testőr | V.I.P.                                | önmaga              |                                  |
| 1998–2002 |                            | Celebrity Deathmatch                  | önmaga (hangja)     |                                  |
| 1999      |                            | Beyond The Mat                        | önmaga              |                                  |
| 1999–2000 | Trükkös hekus              | Nash Bridges                          | Jake Cage felügyelő | visszatérő szereplő (hat epizód) |
| 2000      |                            | Dilbert                               | önmaga (hangja)     | egy epizód                       |
| 2005      |                            | The Bernie Mac Show                   | önmaga              |                                  |
| 2010      | Chuck                      | Chuck                                 | Hugo Panzer         | két epizód                       |
| 2011      |                            | WWE Tough Enough                      | önmaga              | házigazda és TV pankrátor edző   |
| 2012–2016 |                            | Redneck Island                        | önmaga              | házigazda                        |
| 2014–2017 |                            | Steve Austin's Broken Skull Challenge | önmaga              | házigazda                        |
| 2019–     |                            | Straight Up Steve Austin              | önmaga              | házigazda                        |
| 2020      |                            | Undertaker: The Last Ride             | önmaga              | dokumentum-sorozat               |

## Fordítás
- Ez a szócikk részben vagy egészben  a   Stone_Cold_Steve_Austin című angol Wikipédia-szócikk fordításán alapul.  Az eredeti cikk szerkesztőit annak laptörténete sorolja fel. Ez a jelzés csupán a megfogalmazás eredetét és a szerzői jogokat jelzi, nem szolgál a cikkben szereplő információk forrásmegjelöléseként.

## További információ
- Hivatalos oldal
- Stone Cold Steve Austin a PORT.hu-n (magyarul)
- Stone Cold Steve Austin az Internetes Szinkronadatbázisban (magyarul)
- Stone Cold Steve Austin az Internet Movie Database-ben (angolul)
- Stone Cold Steve Austin a Rotten Tomatoeson (angolul)